# Jacquemine Baud
Jacquemine Baud (* 17. März 1988) ist eine französische Biathletin.
Jacquemine Baud bestritt ihre ersten Rennen 2007 im Rahmen des Europacups der Junioren, dem späteren IBU-Cup. Erstes Großereignis wurden die Crosslauf-Juniorenrennen der Sommerbiathlon-Weltmeisterschaften 2008 in der Haute-Maurienne, bei denen die Französin in Sprint und Verfolgung Siebte wurde. Danach bestritt sie bis 2011 keine internationalen Rennen mehr. Ihr Comeback feierte Baud 2011 in Nové Město na Moravě und erreichte als Zehnte sofort die Punkteränge. In der Gesamtwertung der Saison wurde sie 13. Erstes Großereignis bei den Frauen wurden die Biathlon-Europameisterschaften 2011 in Ridnaun. Im Einzel wurde sie Elfte, im Sprint 12. und im Verfolgungsrennen Sechste. Im Staffelrennen belegte sie als Startläuferin mit Marine Bolliet, Marine Dusser und Claire Breton Platz sieben. In Forni Avoltri konnte sie 2012 als bei einem Einzel vor Maren Hammerschmidt ihr erstes Rennen im IBU-Cup gewinnen.

## Siege im IBU-Cup
Durch Anklicken des Symbols im Tabellenkopf sind die Spalten sortierbar.
| Nr. | Datum        | Ort           | Disziplin |
| --- | ------------ | ------------- | --------- |
| 1.  | 7. Jan. 2012 | Forni Avoltri | Einzel    |